# Hans Coppi
Hans Coppi (Berlino, 25 gennaio 1916 – Berlino, 22 dicembre 1942) è stato un antifascista tedesco, membro del gruppo di resistenza tedesca Schulze-Boysen-Harnack, giustiziato dai nazisti.

## Biografia
Nato da genitori militanti del Partito Comunista di Germania, dal 1929 al 1932 Hans Coppi frequentò il collegio Scharfenberg di Berlino, un tempio della pedagogia riformista (Reformpädagogik). Dal 1931, o dal 1932, Coppi fu uno degli Scout rossi dell'Kommunistischer Jugendverband Deutschlands (Associazione della Gioventù Comunista Tedesca). Nel 1932 venne espulso dal collegio Scharfenberg per aver preso le parti di alcuni studenti che avevano visto senza permesso un film in cui si rappresentava una vicenda di solidarietà fra francesi e tedeschi; si iscrisse allora al Liceo Lessing di Berlino. Nel marzo del 1933, dopo l'incendio del Reichstag, Coppi entrò in clandestinità per sfuggire all'arresto. Fu tuttavia arrestato dalla Gestapo nel gennaio 1934 e fu imprigionato senza processo per due mesi di reclusione nel campo di concentramento di Oranienburg. La reclusione venne prolungata per un anno per essere stato sorpreso a distribuire volantini illegali.
Al suo rilascio, nel 1935, Coppi venne sottoposto alla sorveglianza di un assistente sociale. Trovò infine un lavoro come operaio tornitore. Nel 1936 Coppi fu coautore di volantini nei quali si mettevano in guardia i tedeschi dalle conseguenze del bellicismo aggressivo del partito nazista. Allo scoppio della seconda guerra mondiale Coppi non venne chiamato alle armi per "indegnità al servizio militare". Attorno al 1940 si unì al gruppo di resistenza Schulze-Boysen-Harnack. Nel 1941 ebbe a disposizione l'appartamento di Erika von Brockdorff, sua amica impegnata nel gruppo Rote Kapelle.
Nel 1941 Hans Coppi sposò Hilde Rake. I due si offrirono di fornire informazioni per radio all'Unione Sovietica dopo l'invasione dell'URSS da parte della Germania nazista (giugno 1941). L'anno dopo i Coppi prestarono aiuto all'agente segreto sovietico Albert Hößler, che era stato paracadutato in Germania. La proclamazione della Guerra totale significò per Coppi l'arruolamento nella Wehrmacht.
Il 12 settembre 1942 Hans Coppi e la moglie furono arrestati a Schrimm in Posnania. Hilde Coppi era allora incinta del figlio Hans, che nascerà il 27 novembre 1942 nel carcere femminile di via Barnim a Berlino e diverrà un noto storico. Nello stesso periodo vennero arrestati i genitori di Hans, il fratello e la suocera. Hans Coppi venne condannato a morte il 19 dicembre 1942 dalla corte marziale del Terzo Reich. Tre giorni dopo fu impiccato nella prigione di Plötzensee insieme ad Arvid Harnack e Harro Schulze-Boysen.